# Старий Олов
Старий Оло́в (рос. Старый Олов) — село у складі Чернишевського району Забайкальського краю, Росія. Адміністративний центр та єдиний населений пункт Старооловського сільського поселення.

## Населення
Населення — 853 особи (2010; 1030 у 2002).
Національний склад (станом на 2002 рік):
- росіяни — 99 %